# Brice Leroux
Pour les articles homonymes, voir Leroux.
Brice Leroux, né à Clermont-Ferrand en 1974, est un danseur et chorégraphe français de danse contemporaine.

## Biographie
Brice Leroux finit ses études au Conservatoire national supérieur de musique et de danse de Lyon en 1992 et crée immédiatement dans la foulée sa première chorégraphie First Solo avec laquelle il remporte le premier prix du Concours international de danse de Paris. Bénéficiaire d'une bourse, il part ensuite terminer sa formation à New York dans les studios de Trisha Brown et Merce Cunningham. De retour en Europe, il intègre la Compagnie Rosas d'Anne Teresa De Keersmaeker en 1994 dans laquelle il danse jusqu'en 1996. Installé à Bruxelles, il fonde sa propre compagnie Continuum en 1999. Ses premiers succès sur les scènes françaises et belges datent de 2002 avec la pièce Gravitations - Quatuor.
Brice Leroux aborde ses créations chorégraphiques aussi comme un artiste visuel travaillant sur la relation entre la danse et la musique. Ses créations s'apparentent de plus en plus à des performances plastiques comme Solo#2-Fréquences qui explore, dans le noir complet et de complexes jeux de lumières, les sensations d'un petit groupe de spectateurs.

## Principales chorégraphies
- 1999 : Continuum - solo et duos sur place (Drum - solo, Duo 1, Duo 2)
- 2000 : Gravitations - duo
- 2002 : Gravitations - quatuor
- 2004 : Quasar - quatuor
- 2006 : Quantum - quintet
- 2009 : Solo#2 - fréquences (pour 50 spectateurs)
- 2011 : Flocking - trio
- 2012 : Flocking - quintet

## Prix et distinctions
- Concours international de danse de Paris (1992)
- Prix de la révélation chorégraphique de l'année du Syndicat de la critique[3] (2004)